# Niklas Roswall
Niklas Lars Peter Roswall, född 23 oktober 1972 i Glostorps församling, Malmöhus län, är en svensk folkmusiker och nyckelharpospelman.
Roswall blev riksspelman 1992 och världsmästare på kromatisk nyckelharpa 1996. Han spelar nyckelharpa av alla modeller men företrädesvis kromatisk nyckelharpa, altnyckelharpa, kontrabasharpa och moraharpa.
Roswall var medlem i och en av grundarna till folkmusikgruppen Ranarim.
Han medverkar också i Nyckelharporkestern, Carr & Roswall (med Ian Carr), Kverrestad-Mörsil (med Jens Comén), Marine & Roswall (med Mia Marine), Crows' Bones, i olika sammanhang med Ulrika Bodén samt i Ralsgård & Tullberg kvartett.
Under gruppnamnet Sheida tävlade han i Melodifestivalen 2007 tillsammans med Ulrika Bodén, Rostam Mirlashari och Abdulrahman. Bidraget I mina drömmar – Mani armani taha framfördes på baluchiska, persiska och svenska.
Niklas Roswalls huvudgrupp numera är Ahlberg, Ek & Roswall, vinnare av Årets Grupp vid Folk & Världsmusikgalan 2016.

## Diskografi (urval)
- 1993 – Blandade artister: Skåne runt på 75 minuter
- 1995 – Nyckelharporkestern: Till Eric
- 1997 – Solo och med vänner
- 1998 – Ge rum vid roddartrappan (med Mats Bergström och Bengt Nordfors)
- 2000 – Ranarim: Till ljusan dag
- 2000 – Nyckelharporkestern: Byss-Calle
- 2001 – Ulrika Bodén med vänner: Vålje å vrake
- 2003 – Ranarim: För världen älskar vad som är brokot
- 2003 – Nyckelharporkestern:  N.H.O.
- 2003 – Carr & Roswall: Step on it!
- 2004 – Niklas Roswall & Jens Comén: Kverrestad-Mörsil
- 2006 – Ranarim: Morgonstjärna
- 2008 – Ranarim: Allt vid den ljusa stjärnan
- 2012 – Ahlberg, Ek & Roswall: Vintern
- 2012 – Ulrika Bodén med vänner: Kôrksangern
- 2013 – Ahlberg, Ek & Roswall: Näktergalen
- 2014 – Martin Green: Crows' Bones med Inge Thomson och Becky Unthank
- 2014 – Ralsgård & Tullberg: +1
- 2015 – Ahlberg, Ek & Roswall: AER
- 2016 – Ulrika Bodén med vänner: Te berga blå
- 2018 – Ahlberg, Ek & Roswall: Till dans
- 2018 – Carr & Roswall: Time flies
- 2019 – Ralsgård & Tullberg kvartett: kvartett
- 2024 – Marine & Roswall: Game on
- 2025 – Ahlberg, Ek & Roswall med Ulrika Bodén: Ingen större fröjd i världen är